# Epinions
Epinions.com fue un sitio de revisión general del consumidor establecido en 1999. Epinions fue adquirida por Shopping.com (conocida como DealTime en el momento de la adquisición) en 2003, que a su vez fue adquirida por eBay en 2005. En Epinions, los visitantes podían leer críticas nuevas y viejas sobre una variedad de artículos para ayudarles a decidir sobre una compra. El 25 de marzo de 2014, se desactivaron todas las funciones de la comunidad, así como las funciones de envío y edición de revisiones.  Posteriormente, en mayo de 2018, el sitio fue completamente cerrado, y las URLs en el dominio epinions.com redireccionaron a Shopping.com.

## Historia de la empresa
Epinions fue fundada en 1999 durante la burbuja de las punto com por Nirav Tolia (que dejó Yahoo y 10 millones de dólares de acciones sin invertir), Naval Ravikant (anteriormente de @Home, donde dejó 4 millones de dólares en opciones), Ramanathan Guha (de Netscape a través de AOL, donde dejó 4 millones de dólares en opciones de acciones), Mike Speiser (antes de McKinsey), y Dion Lim (antes de Morgan Stanley) con 8 millones de dólares en financiación de semillas de los inversionistas de capital de riesgo Benchmark Capital y August Capital.
En enero de 2003, Epinions había recibido 45 millones de dólares en fondos. Tenía 5,8 millones de usuarios, pero todos los fundadores, excepto Tolia, se habían marchado y la empresa acababa de empezar a obtener beneficios en 2002. En palabras de Tolia: "Sentimos que no podíamos terminar lo que empezamos porque teníamos un pequeño problema. Necesitábamos un modelo de negocio viable".
En 2003, la compañía Dealtime adquirió Epinions por una cantidad no revelada de acciones y Tolia se convirtió en el COO de la nueva compañía, Shopping.com.  Los cuatro cofundadores que se habían marchado dieron su consentimiento al acuerdo, lo que hizo que sus acciones no valieran nada. Shopping.com tuvo una oferta pública inicial el 30 de octubre de 2004. Al final de la negociación de ese día, Shopping.com valía $750 millones; las acciones de las dos firmas de VC valían ~$60 millones, y las acciones de Tolia valían ~$20 millones.
En enero de 2005, los cuatro cofundadores que se habían marchado y otros accionistas-empleados de Epinions presentaron una demanda contra Tolia y las dos empresas de capital riesgo que proporcionaron fondos iniciales. La demanda afirmaba que los demandados "no compartieron con ellos 'hechos materiales relacionados con los asuntos financieros de Epinions', incluyendo noticias de un acuerdo con Google que la compañía sabía que aumentaría sus beneficios de 2003 en un 1.400 por ciento". El caso se resolvió en diciembre de 2005; no se revelaron las condiciones financieras.
En junio de 2005 eBay y Shopping.com anunciaron que eBay adquiriría Shopping.com por 634 millones de dólares y la transacción se completó en agosto de ese año.
El 25 de febrero de 2014, la compañía anunció que a partir del 25 de marzo de 2014, todas las funciones de la comunidad de Epinions y el inicio de sesión de los miembros se eliminarán y/o desactivarán del sitio web de Epinions. El personal de Epinions dejó claro que los miembros de la comunidad ya no podrían borrar o editar sus envíos de contenido, y que sus envíos permanecerían en Epinions y en las redes de eBay sin compensación futura.
No han aparecido nuevos comentarios de productos en el sitio desde marzo de 2014.

## Cultura de reputación
El sistema de reputación de Epinions.com no era a prueba de abuso, pero la compañía mantenía una unidad de atención al cliente en caso de que surgiera una disputa.
A principios de 2000, el San Francisco Chronicle entrevistó al cofundador Mike Speiser y al primer miembro Brian Koller, con Speiser afirmando que el sistema impide que los advertoriales se expongan, pero Koller dijo: "Hay muchas ``Tú me rascas la espalda, yo te rascaré la tuya'', y sociedades de admiración mutua. Tú me recomiendas a mí y a los míos, yo haré lo mismo por ti."
Desde entonces, la reputación del sitio por la calidad de su contenido ha sido elogiada en múltiples ocasiones. Epinions fue comparado favorablemente con Consumer Reports por un grupo editorial de periódicos de Nueva Inglaterra en 2007.
El sitio también fue reconocido en 2007 por el escritor "Internet para principiantes" de About.com como uno de los 10 sitios web más valiosos de la web. Llamando al sitio "maravilloso", el editor de "Internet para principiantes", Paul Gil, escribió: "Este es un recurso verdaderamente valioso para el consumidor inteligente".  El elogio fue repetido por un afiliado de televisión de la CBS en California que nombró a Epinions su "Sitio del Día".